# شتافرن (آلمان)
شتافرن (به آلمانی: Stavern) یک شهر در آلمان است که در سوگل واقع شده‌است. شتافرن ۱٬۰۶۹ نفر جمعیت دارد.